# 陳竺

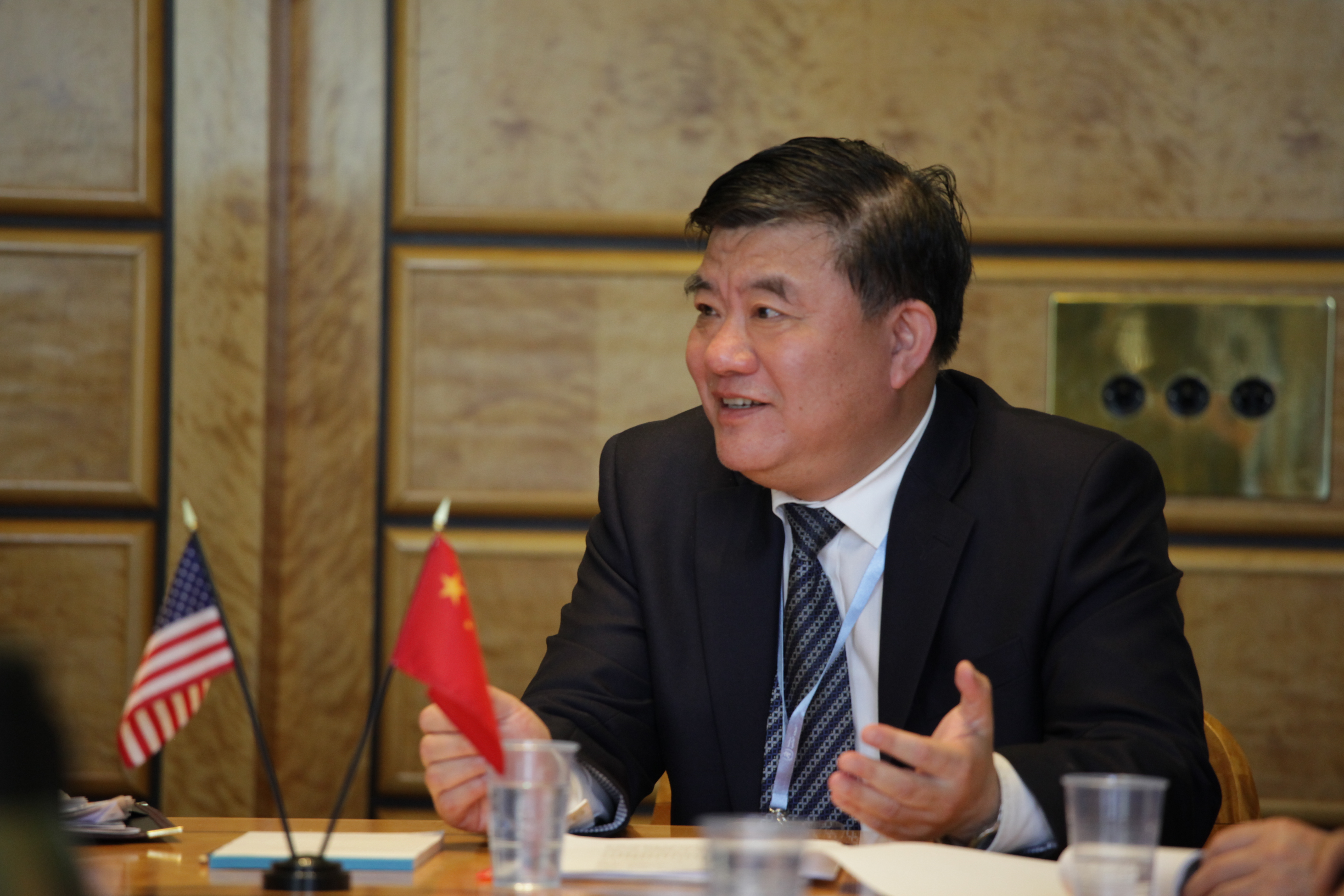
2011年にジュネーヴで行われた世界保健機関の総会へ出席した陳竺

陳 竺(ちん じく、中国語: 陈竺、1953年8月17日 - )は、中国農工民主党の党員、中華人民共和国の医師、元中華人民共和国衛生部部長、元中国全国人民代表大会常務委員会副委員長、現在は中国紅十字会会長。

## 経歴
専門は血液学、分子生物学で、臨床経験も持つ。
- 1981年 上海第二医科大学（上海交通大学医学院）で修士。
- 1989年 フランス・パリ第7大学で博士号取得。
- 1990年 上海第二医科大学付属瑞金病院の教授。
- 1995年 中国科学院アカデミー会員。以後、第三世界の科学院アカデミー会員、ヨーロッパ科学院の外国籍アカデミー会員、米国科学院の外国籍アカデミー会員、フランスの科学院アカデミー会員、王立協会外国人会員（2013）等。
- 1998年国家ヒトゲノム南方研究センターの主任担当。国家重点基礎研究発展計画(973計画[1])の首席科学者。
- 2000年10月から中国科学院副院長。
- 2007年6月29日に中華人民共和国衛生部部長に就任[2]。陳竺は中国共産党党員ではなく、いわゆる学者部長で、無党派の閣僚就任は建国以来3人目。陳竺の前に部長を務めていた高強は陳竺の就任と同時に副部長に降格（党組書記はそのまま）されたが、中国産食品の安全性に関する国際世論を受けて諸外国の好印象を得るための党外人事ともいわれた[2]。

## 受賞
- フランス抗ガン連盟賞
- 国家科学技術進歩2等賞
- ショーベリ賞（2018年）